# Anuga (geslacht)
Anuga is een geslacht van vlinders van de familie Euteliidae, uit de onderfamilie Euteliinae.

## Soorten
- A. canescens Walker, 1863
- A. constricta Guenée, 1852
- A. fida Swinhoe, 1902
- A. indigofera Holloway, 1976
- A. insuffusa Warren, 1914
- A. juventa Swinhoe, 1902
- A. multiplicans Walker, 1858
- A. perconstricta Kobes, 1983